# 曾金蓮
曾 金蓮（そう きんれん、Zēng Jīnlián、1964年6月26日 - 1982年2月14日）は、中華人民共和国湖南省沅江市出身の中国人女性。確実な記録が残っているうちでは世界で最も背の高い女性（身長2.49m）。また、男性も含めて最も背の高い中国人。
脳下垂体に腫瘍があったといわれ、それが原因で巨人症を引き起こし、14歳の時には身長2.34m・体重132kgになっていた。18歳の時には身長2.47mであった。しかし脊椎側彎症にかかっていたため直立することができず、身長は背骨が正常だと仮定して割り出したものである。1982年2月14日，脳下垂体腫瘍からの出血により死去、享年18（満17歳7ヶ月）。